# Xosé Luís Blanco Campaña
Xosé Luís Blanco Campaña (Camariñas, 14 de març de 1948) és un periodista, escriptor, locutor de ràdio, presentador de televisió i compositor gallec.

## Trajectòria
Va estudiar Dret i és llicenciat en Ciències de la Informació per la Universitat Autònoma de Barcelona. Va començar a EAJ-1 Ràdio Barcelona. Fou reporter de la revista Lecturas. Va treballa a Radio Peninsular i a Radio Nacional de España a Barcelona i a la Corunya. Participà en la fundació de Mundo Diario. Fou director de RNE s Santiago de Compostela, fundador i director de la RTVG en 1985, director gerent de Televisión de Galicia i director del centre territorial de Televisió Espanyola a Galícia. Va tenir una secció diària a El Correo Gallego. Fou membre de la SGAE i cavaller de l'Enxebre orde da Vieira.
A TVG va presentar Ruada, Con música propia i A noite en Blanco.
És compositor de més de cent cançons en gallec per a artistes com Ana Kiro, Sito Mariño o Petapouco i va ser assessor de música popular a l' Enciclopedia Galega Universal.

## Obra escrita
- Camariñas, terra de palilleiras, 1991, Edicións Xerais de Galicia.
- Cento cartorce cancións galegas, 1992, n.º 67 da Biblioteca 114, El Correo Gallego.
- Radio e prensa na Galicia exterior, 1995, Xunta de Galicia.
- Historia da radio en Galicia, 1999, Edicións Lea.
- Manuel Fraga Iribarne, profesor, político, estadista, redactor da Constitución Española, presidente da Xunta de Galicia, 2001, Ir Indo.
- Introdución á canción galega, 2004, Xunta de Galicia.

## Reconeixements
Entre outros, recibiu os seguintes recoñecementos:
- Premis Ondas 1990.[6]
- Premio da Crítica Galicia, 1991.
- Premi Galícia de Comunicació, 2000.